# داریا شملوا
داریا شملوا (روسی: Дарья Михайловна Шмелева؛ زادهٔ ۲۶ اکتبر ۱۹۹۴) دوچرخه‌سوار زن اهل روسیه است.
او در مسابقات کشوری و بین‌المللی در مجموع برندهٔ ۲۶ مدال طلا، ۱۰ مدال نقره، ۹ مدال برنز شده‌است.